# نبراسکا

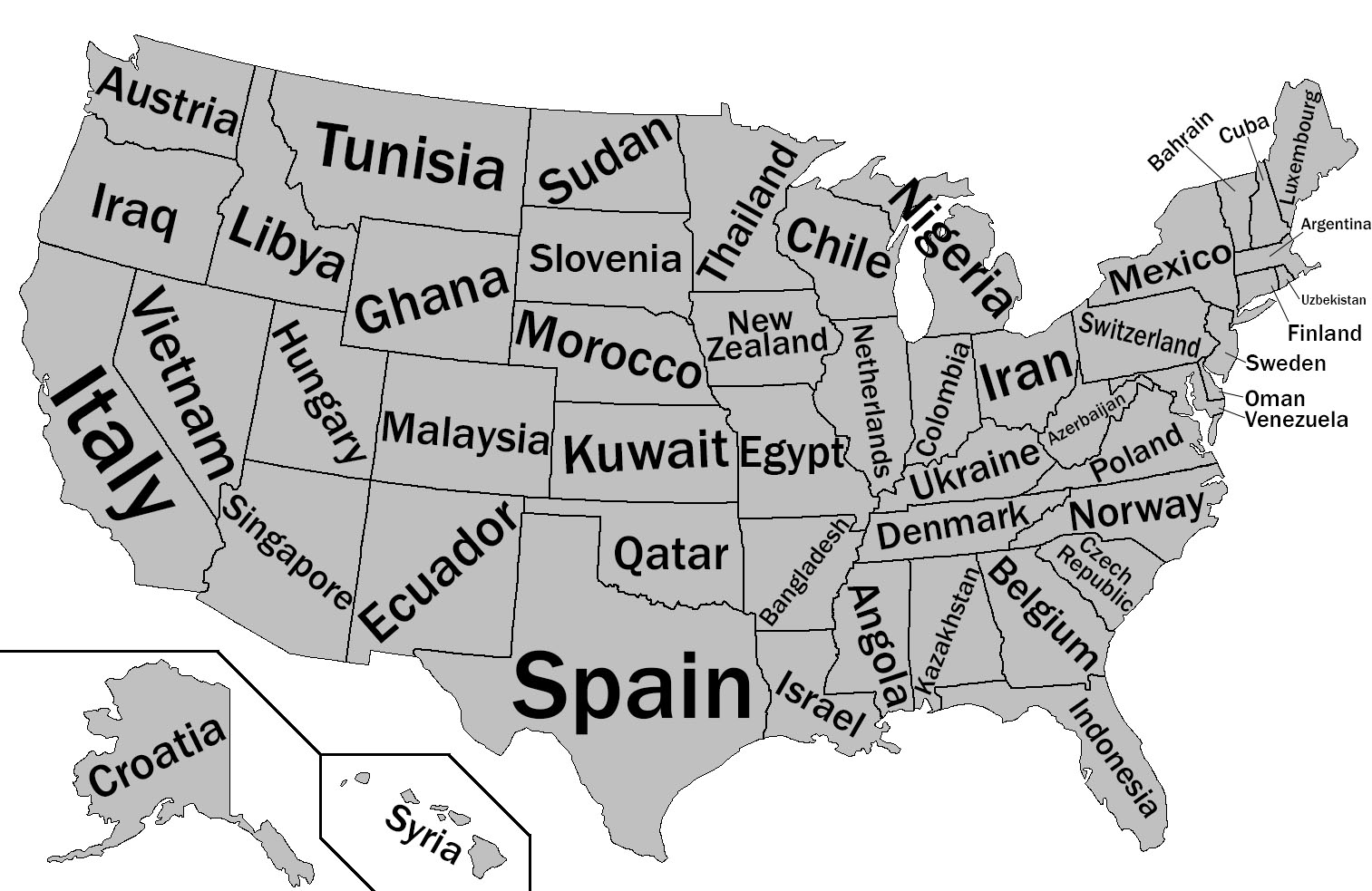
مقایسهٔ تولید ناخالص داخلی ایالت‌های آمریکا با کشورهای دیگر در سال ۲۰۱۲. ایالت نبراسکا در این سال تولید ناخالصی‌اش قابل مقایسه با کشور مراکش بوده‌است.

نِبراسکا (به انگلیسی: Nebraska) ایالتی است در آمریکا و یکی از ایالت‌های غرب میانه آمریکا به‌شمار می‌رود. مرکز آن لینکلن و بزرگ‌ترین شهر آن اوماها است که بر روی رودخانه میزوری قرار دارد. کوچک‌ترین روستای این ایالت نیز دهکده مانووای با یک نفر جمعیت است.
نبراسکا از شمال با داکوتای جنوبی، از شرق با آیووا از جنوب شرق با میزوری همسایه است. در جنوب نبراسکا کانزاس؛ در جنوب غرب کلرادو؛ و در غرب وایومینگ قرار گرفته‌است.
نبراسکا تنها ایالت در ایالات متحده است که تا سه ردیف از ایالت‌های همسایه آن نیز محصور در خشکی‌اند. مردمان بومی از جمله اوماها، میسوری، پونکا، پاونی، اوتو و شاخه‌های مختلف قبایل لاکوتا (سو)، هزاران سال پیش از ورود اروپایی‌ها در این منطقه زندگی می‌کردند. مسیرهای تاریخی زیادی از این ایالت عبور می‌کند، ازجمله مسیر سفر اکتشافی لوئیس و کلارک. مساحت نبراسکا کمی بیش از ۷۷۲۲۰ مایل مربع (۲۰۰ هزار کیلومتر مربع) و جمعیت آن بیش از ۱٫۹ میلیون نفر است.
نبراسکا در سال ۱۸۶۷، دو سال پس از پایان جنگ داخلی آمریکا، به ایالات متحده پیوست. مجلس قانونگذاری نبراسکا از این نظر که تک‌مجلسی است و اعضای آن بدون هیچ اشاره رسمی به وابستگی حزبی خود انتخاب می‌شوند، شبیه هیچ‌یک از دیگر مجالس قانون‌گذاری در آمریکا نیست. دانشگاه نبراسکا در لینکلن دانشگاه اصلی ایالت است.
نبراسکا از دو منطقه خشکی اصلی تشکیل شده‌است: دشت‌های یخ‌آوردی جداشده و دشت‌های بزرگ. منطقه دشت‌های یخ‌آوردی جداشده متشکل از تپه‌هایی با شیب کم است که بزرگ‌ترین شهرهای ایالت، یعنی اوماها و لینکلن در آن واقع شده‌اند. منطقه دشت بزرگ، که بیشترِ غرب نبراسکا را اشغال می‌کند، با دشت‌های بدون درخت مشخص می‌شود.
نام نبراسکا نتیجه انگلیسی‌سازی کلمه نی براسگه (Ñí Brásge) در زبان سرخپوستان «اتو» است که معنی آن «آب مسطح» می‌باشد. این نام به رودخانه پلت در این منطقه اشاره دارد که نام پلت/پلات نیز در فرانسوی به معنی مسطح است.

## جغرافیا
مساحت ایالت نبراسکا ۲۰۰۵۲۰ کیلومتر مربع است. قسمت غربی ایالت به منطقه زمانی کوهستان و بقیه به منطقه زمانی مرکزی تعلق دارد. نبراسکا از شمال با داکوتای جنوبی، از غرب با وایومینگ، از شرق به آیووا و میسوری و از جنوب با کلرادو و کانزاس همسایه است. در برخی نقاط نبراسکا کاملاً مسطح است، اما بیشتر آن تپه‌ای است. بلندترین نقطه ۱۶۵۳ متر است. نبراسکا، مانند بسیاری از ایالت‌های ایالات متحده، دارای مرزهای مستقیم‌الخط بسیاری است، اما این خطوط همیشه یک مختصات را در تمام طول خود ادامه نمی‌دهند. رودخانه‌های اصلی پلت و میزوری هستند و رود پلت به رود میزوری می‌ریزد و کل مرز شرقی ایالت را تشکیل می‌دهد. در شهر نورث پلات، رودخانه‌های نورث پلات و ساوت پلات در پلات به هم می‌رسند. بزرگ‌ترین دریاچه دریاچه سی. دبلیو مک‌کانهی است که از طریق آن رودخانه نورث پلات جریان دارد.
بیشتر نبراسکا (مرکزی، شمالی و شرقی) دارای آب و هوای قاره‌ای گرم با بارش در طول سال است. با وجود زمستان‌های سرد، این آب و هوا برای کشاورزی نسبتاً مناسب است. بخش غربی این ایالت دارای آب و هوای سرد استپی است. پوشش گیاهی طبیعی در نبراسکا چمنزار و علفزار است. نبراسکا بخشی از دشت‌های بزرگ و کمربند ذرت است.
در منطقه‌ای که اکنون ایالت نبراسکا را تشکیل می‌دهد در ابتدا قبایل بومی سرخپوست آمریکا نشیمن داشتند. نبراسکا به معنای «آب صاف و مسطح» نامی بود که بومیان آمریکا به رودخانه‌ای که اکنون پلت نامیده می‌شود، دادند. پاونی و لاکوتا (سو) از قبایل این منطقه بودند.

## اولین حضور اروپاییان
اکتشافات اولیه اروپاییان در منطقه از سوی فرانسه و اسپانیا (۱۵۴۱–۱۸۰۳) انجام شد. در ابتدا، هم فرانسه و هم اسپانیا می‌خواستند منطقه را تحت کنترل خود درآورند. کاشف فرانسوی، رنه روبر کاولیر دلا سال، بدون این‌که از این منطقه بازدید کرده باشد، در سال ۱۶۸۲، مالکیت این منطقه را به عنوان بخشی از لوئیزیانا برای فرانسه ادعا کرد. در پایان قرن هفدهم، اسپانیا با آپاچی‌های کوچ‌نشین که در نبراسکای غربی امروزی نیز سکونت داشتند، تماس داشت. چندین سال بعد، در سال ۱۷۰۳، فرانسه نیز به‌طور منظم با بومیان ساکن در کنار رودخانه میزوری در نبراسکا دادوستد می‌کرد. فرانسوی‌ها قلعه‌هایی در امتداد می‌سی‌سی‌پی و میزوری ساختند. در سال ۱۷۱۴، فرمانده قلعه اورلئان فرانسه (بیشتر به سمت جنوب شرقی، در میزوری کنونی)، اتین دو بورگمون، از دهانه رودخانه‌ای که «نبراسکیر» نامیده بود، بازدید کرد. این رودخانه امروزه به نام پِلَت شناخته می‌شود؛ بنابراین بورگمون اولین اروپایی بود که نام‌گذاری او به نام فعلی ایالت نزدیک شد. تا سال ۱۷۱۹، فرانسوی‌ها چندین قرارداد با قبایل این حدود امضا کردند.
در همین حین، جنگی بین اسپانیا و (ازجمله) فرانسه درگرفت که به جنگ میثاق چهارگانه معروف شد. این باعث شد که اسپانیا در سال ۱۷۲۰
سربازانی را به فرماندهی ژنرال پدرو دی ویلاسور به منطقه گسیل دارد. ویلاسور سانته‌فه را به مقصد نبراسکای کنونی ترک کرد. با این حال، لشکرکشی او در نزدیکی کلمب امروزی با حمله نیروهای زیادی از قبایل پاونی و اتو که هر دو با فرانسوی‌ها متحد بودند روبه‌رو و نابود شد. با این شکست، علاقه اسپانیایی‌ها نسبت به این منطقه تا چند دهه بعد سرد شد. در سال ۱۷۲۶ دژ اورلئان از سوی فرانسوی‌ها رها شد و با آن بیشتر نفوذ اروپایی‌ها نیز از منطقه رخت بربست.
در سال ۱۷۶۳ فرانسه مجبور شد (به‌طور موقت) این منطقه را به اسپانیا واگذار کند. نبراسکا به‌طور رسمی به اسپانیای نو تعلق داشت، اما اسپانیا در آغاز به این منطقه توجه نکرد. این منطقه از مرکز اسپانیای نو خیلی دور بودو به عنوان مثال فاصله مکزیکوسیتی تا نبراسکا بیش از ۲۰۰۰ کیلومتر بود و بیابانی مانند صحرای چیهوآهوآن در این مسیر وجود داشت. از سال ۱۷۷۳، دادوستد محدودی بین بریتانیایی‌ها در شرق و قبایل بومی آمریکا در نبراسکا وجود داشته‌است. اسپانیا با دو سفر تجاری در سال‌های ۱۷۹۴ و ۱۷۹۵ پاسخ این نفوذ را داد. در اثنای سفر دوم، رهبر مسافران، جیمز مک‌کی، اولین شهرک اروپایی را در نبراسکا، در نزدیکی ریزشگاه رود پلت به رود میزوری برپا کرد. بعداً در همان سال، گروه همراه مک‌کی یک پایگاه تجاری به نام «فورت کارلوس چهارم» در نزدیکی نبراسکای امروزی بنیاد کرد.
فرانسه لوئیزیانا را در سال ۱۸۰۰ در پیمان محرمانه سان ایلدفونسو بازپس گرفت، اما بیشتر کانزاس کنونی را در سال ۱۸۰۳ در قبال خرید لوئیزیانا به ایالات متحده فروخت.

## قلمرو آشفته آمریکا (۱۸۰۳–۱۸۵۴)
در سال ۱۸۰۴ لوئیس و کلارک در سفر اکتشافی خود از طریق رودخانه میزوری، در راه خود به سمت شمال غربی، از شرق نبراسکا گذشتند. در سال ۱۸۰۶ سفر اکتشافی دیگری، توسط زبولون پایک، از کانزاس (واقع در جنوب نبراسکا) بازدید کرد. پایک همچنین از یکی از روستاهای پاونی در جنوب نبراسکا بازدید کرد. از ۴ ژوئن ۱۸۱۲ تا ۱۰ اوت ۱۸۲۱، نبراسکا به عنوان بخشی از قلمرو میزوری سازماندهی شد. در سال ۱۸۱۹، فورت اتکینسون (درست در شرق فورت کلهون امروزی) تأسیس شد که اولین پایگاه نظامی ایالات متحده در غرب میزوری بود. این قلعه دوباره در سال ۱۸۲۷ متروک شد زیرا در سرزمین‌های غربی‌تر مناطق «جالب‌تری» کشف شده بود.
از ۱۸۲۱ تا ۱۸۵۴، این منطقه دوباره به یک قلمرو غیرسازمان‌یافته در ایالات متحده تبدیل شد. در آن تاریخ این منطقه هنوز «سرزمین سرخپوستان» به‌شمار می‌آمد و فعالیت‌های استعماری در آن ممنوع اعلام شده بود. با آغاز دهه ۱۸۴۰، مسیر اورگان از طریق نبراسکا به سمت غرب می‌گذشت. این مسیر عمدتاً امتداد روز پلت در نبراسکا را دنبال می‌کرد. به ویژه از سال ۱۸۴۸، تعداد زیادی از طریق مسیر اورگان به منطقه اورگان و کالیفرنیا مهاجرت کردند.
فورت کِرنی، یک پادگان نظامی که در سال ۱۸۴۸ تأسیس شد، محل استراحت امنی را برای مسافران در امتداد مسیر اورگان و کالیفرنیا در این سرزمین جدید و «ناامن» فراهم کرد. در سال ۱۸۵۰، یک سرویس کشتیرانی در نزدیکی محلی که بعداً به اوماها تبدیل شد، تأسیس شد تا مسافران را از آیووا، در ساحل شرقی، به ساحل غربی برساند. خود نبراسکا در آن زمان هنوز یک منطقه بی‌نظم با سکونتگاه‌های محدود بود و تنها یک ناحیه سرراهی در راه غرب به‌شمار می‌آمد.

## باز شدن قلمرو (۱۸۵۴) و رشد سریع جمعیت
کنگره ایالات متحده در سال ۱۸۵۴ قانون کانزاس-نبراسکا را به تصویب رساند که نبراسکا و کانزاس را به «قلمرو» ارتقا داد. در آن زمان، قلمرو نبراسکا شامل بخش‌هایی از ایالت‌های کنونی کلرادو، داکوتای شمالی، داکوتای جنوبی، وایومینگ و مونتانا نیز می‌شد. مرکز قلمرو نیز شهر اوماها انتخاب شد. بسیاری از مهاجران با دلیجان‌های سرپوشیده از نبراسکا عبور کرده و به سمت غرب می‌رفتند. آنها می‌توانستند بین سال‌های ۱۸۴۶ و ۱۸۶۹ روی کمک سربازان در نقاط مستحکم نظامی مانند فورت کرنی و دیگر قلعه‌ها در امتداد رود پلت حساب کنند. در سال ۱۸۶۱ قلمرو داکوتا تقسیم شد.
در دهه ۱۸۶۰ و پس از اینکه دولت ایالات متحده قبایل بومی آمریکا را مجبور به اسکان مجدد در مناطق حفاظت‌شده کرد، برای اولین بار تعداد قابل توجهی از مهاجران در این منطقه مستقر شدند.
با تصویب قوانین اسکان کشاورزان در آمریکا، هزاران مهاجر سفیدپوست برای تملک زمین‌های رایگان به نبراسکا نقل مکان کردند. موج اول به اندازه کافی مهاجر با خود آورد که در ۱ مارس ۱۸۶۷، نبراسکا بتواند به‌طور رسمی به عنوان سی و هفتمین ایالت ایالات متحده پذیرفته شود.
از سال ۱۸۵۴، مرکز نبراسکا شهر اوماها بود که در شرق ایالت جدید، حدود ۲۰ کیلومتری شمال رود پلت جای دارد. اوماها همچنین بزرگ‌ترین شهر در قلمرو بود. با این حال، اکثر ساکنان ایالت جدید نبراسکا در جنوب پلت زندگی می‌کردند و عبور از رودخانه پلت برای رسیدن به اوماها برای کسانی که در جنوب رودخانه زندگی می‌کردند (South Platters) دشوار بود. به این خاطر، مرکز ایالت از اوماها به محلی با مرکزیت بیشتر، یعنی روستای لَنکَستِر (که بعداً لینکلن نامیده شد) منتقل شد. همچنین بیم آن می‌رفت که بخش جنوبی نبراسکا بخواهد به کانزاس بپیوندد و برای جلوگیری از این کار، روستای لنکستر، که جنوبی‌تر و غربی‌تر از اوماها واقع شده‌است، به عنوان مکان مرکز جدید ایالت پیشنهاد شد. یک سناتور اهل اوماها سعی کرد با تغییر نام لنکستر به «آبراهام لینکلن»، رئیس‌جمهوری که ساکنان جنوب نبراسکا که از هواداران ایالات مؤتلفه بودند به او علاقه‌ای نداشتند، از این امر جلوگیری کند.
این تلاش بیهوده بود و لینکلن مرکز جدید ایالت شد. این روستا که سابقاً لنکستر نام داشت، در آن زمان ۳۰ نفر سکنه داشت. تا به امروز، اوماها همچنان بزرگ‌ترین شهر نبراسکا باقی مانده‌است.
راه‌آهن یونیون پاسیفیک در سال ۱۸۶۹ راه‌اندازی شد. این خط آهن، با مقصد کالیفرنیا، اولین راه‌آهن سراسری در یک قاره بود. راه‌آهن یونیون پاسیفیک دره رود پلت را از مسیر اوماها در شرق نبراسکا دنبال کرد و جایگزین دلجیان‌های قدیمی مسافرتی شد. پس از ورود راه‌آهن، جمعیت نبراسکا طی دهه‌های ۱۸۷۰ و ۱۸۸۰ به سرعت رشد کرد و از ۱۲۳ هزار نفر در سال ۱۸۶۷ به بیش از ۱ میلیون نفر در سال ۱۸۹۰ رسید. عوامل اصلی مؤثر در رشد جمعیت منطقه، پوشش گیاهی مناسب، روش‌های جدید کشاورزی و آب و هوا بود. پوشش گیاهی طبیعی نبراسکا بیشتر از نوع چراگاهی است. شروع آسان فعالیت‌های بزرگ دام‌پروری همچنین به مهاجران اجازه داد تا به راحتی مناطق مناسب ایالت را شناسایی کنند. در همان دوره، استفاده از سیم خاردار، آسیاب‌های بادی ساده و گاوآهن فولادی گسترش یافت و به ساکنان این امکان را داد که نبراسکا را تبدیل به یک منطقه مهم کشاورزی کنند. در دهه ۱۸۸۰، جمعیت نبراسکا به ۴۵۰ هزار نفر افزایش یافت. پس از سال ۱۸۹۰، رشد جمعیت به شدت کاهش یافت.
اداره سرشماری ایالات متحده تخمین می‌زند که جمعیت نبراسکا در ۱ ژوئیه ۲۰۱۹ برابر با ۱٬۹۳۴٬۴۰۸ نفر بوده‌است که ۵٫۹۲٪ از سرشماری ایالات متحده در سال ۲۰۱۰ افزایش یافته‌است.
دو شهر اصلی این ایالت یعنی اوماها و لینکلن تنها ۵۵ مایل (۸۹ کیلومتر) از هم فاصله دارند و دو سوم از کل جمعیت ایالت نبراسکا در این دو منطقه شهری سکونت دارند. بقیه این ایالت کم‌جمعیت است و شهر بزرگ بعدی پس از دو شهر یادشده، یعنی بلویو تنها ۶۴ هزار نفر جمعیت دارد. همچنین حدود ۸۰ درصد از جمعیت این ایالت، یعنی حدود ۱٫۶ میلیون نفر، در حدود ۱۵ مایلی دو سوی بزرگراه میان‌ایالتی ۸۰ زندگی می‌کنند که از تمامی این ایالت در مسیر شرقی‌غربی عبور می‌کند.
بر اساس نظرسنجی جامعه آمریکا در سال ۲۰۱۶ میلادی ۱۰٫۲٪ از جمعیت نبراسکا هیسپانیک (اسپانیایی‌زبان یا لاتین‌تبار) بودند: مکزیکی (۷٫۸٪)، پورتوریکویی (۰٫۲٪)، کوبایی (۰٫۲٪) و سایر نژادهای هیسپانیک. (۲٫۰٪). پنج گروه بزرگ اجدادی این ایالت عبارتند از: آلمانی (۳۶٫۱٪)، ایرلندی (۱۳٫۱٪)، انگلیسی (۷٫۸٪)، چک (۴٫۷٪)، و سوئدی (۴٫۳٪).
نبراسکا دارای بزرگ‌ترین جمعیت چکی‌آمریکایی و دانمارکی غیر مورمونی آمریکا (به عنوان درصدی از کل جمعیت) در این کشور است. آلمانی‌های آمریکایی بزرگ‌ترین گروه اجدادی در اکثر مناطق ایالت، به‌ویژه در شهرستان‌های شرقی هستند. در شهرستان ترستون (که به‌طور کامل از مناطق حفاظت‌شده اوماها و وینه‌باگو تشکیل شده‌است) سرخپوستان در اکثریت‌اند و شهرستان باتلر یکی از دو شهرستان در این کشور است که چک‌تباران در آن دارای اکثریت هستند.
در سال‌های اخیر، نبراسکا به محل سکونت بسیاری از جوامع پناهنده تبدیل شده‌است. در سال ۲۰۱۶، سرانه پذیرش پناهندگان در نبراسکا بیش از هر ایالت دیگر آمریکا بود. نبراسکا، و به ویژه لینکلن، بزرگ‌ترین محل سکونت پناهندگان ایزدی و آمریکایی‌های ایزدی‌تبار در ایالات متحده است.
| جمعیت بیش از ۱۰۰ هزار                 | جمعیت بیش از ۱۰ هزار | جمعیت بیش از ۱۰ هزار |
| ------------------------------------- | --- | --- |
| - اوماها - ۴۲۷٬۸۷۲ - لینکلن - ۲۴۱٬۱۶۷ | - بلوو - ۴۷٬۵۹۴ - گرند آیلند - ۴۴٬۶۳۲ - کیرنی - ۲۹٬۳۸۵ - فرمونت - ۲۵٬۴۱۷ - هستینگز - ۲۵٬۱۴۴ - نورث پلتی - ۲۴٬۳۸۶ - نورفولک - ۲۳٬۸۹۶ | - کولومبوس - ۲۱٬۴۱۴ - پاپیون - ۲۱٬۲۷۱ - لا ویستا - ۱۶٬۰۴۱ - اسکاتس‌بلاف - ۱۴٬۷۳۸ - بئاتریس - ۱۲٬۹۲۱ - ساوث شو سیتی - ۱۲٬۱۳۷ - لکسینگتون - ۱۰٬۲۵۱ |

در سال ۲۰۱۲، این ایالت تولید ناخالص داخلی برابر با ۱۰۷٬۸۸۹ میلیارد دلار داشت، که بیشتر از تولید ناخالص داخلی کشور مراکش (۹۶٬۷۲۹ میلیارد دلار) بود.

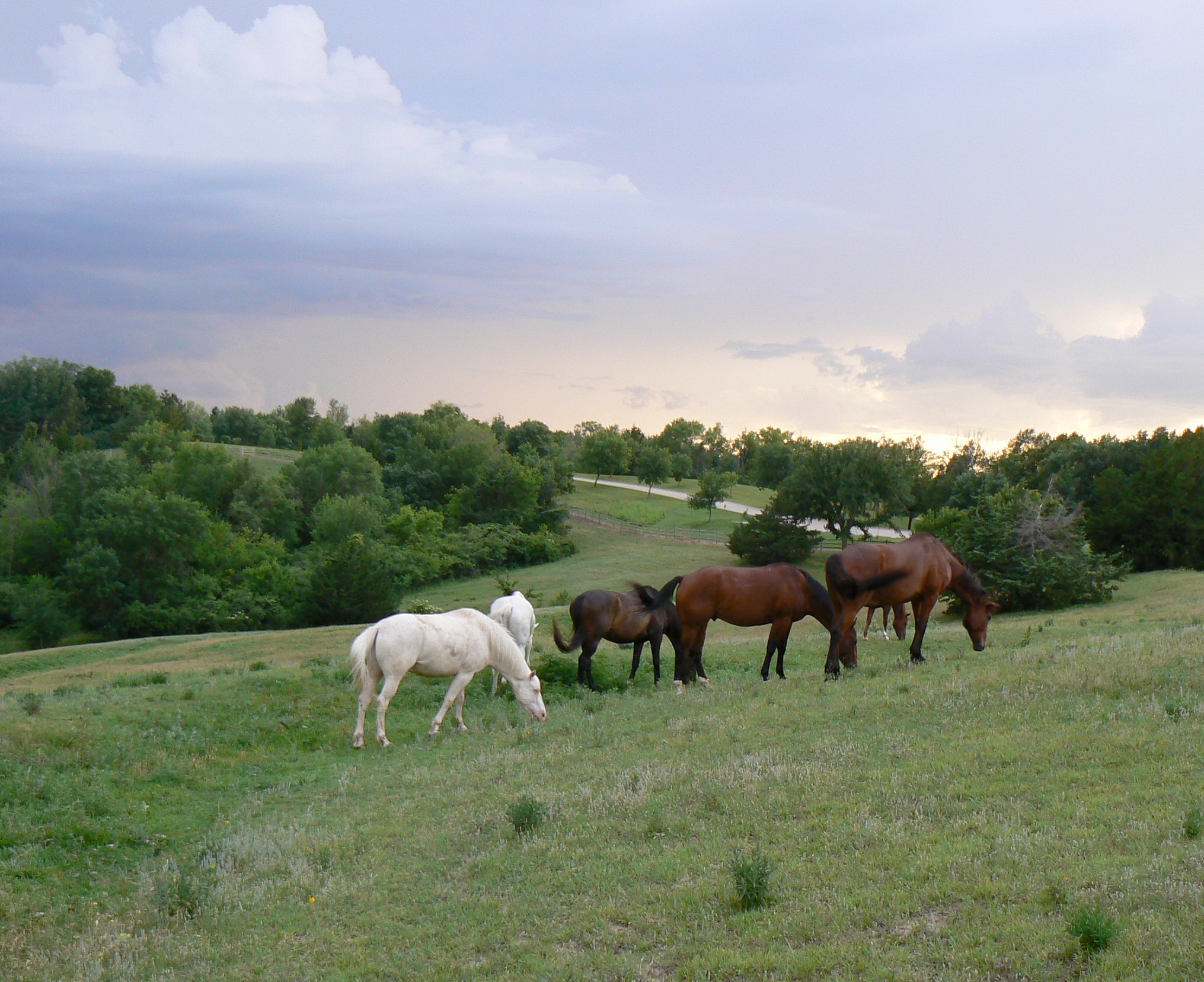
پارک پلات ریور نمونه‌ای از دشت‌های پهناور نبراسکا است.

از افراد مشهور این ایالت می‌توان ابر سرخ، هوارد باسکرویل، وارن بافت، مارلون براندو، هنری فاندا، جرالد فورد، و ملکوم ایکس را نام برد.

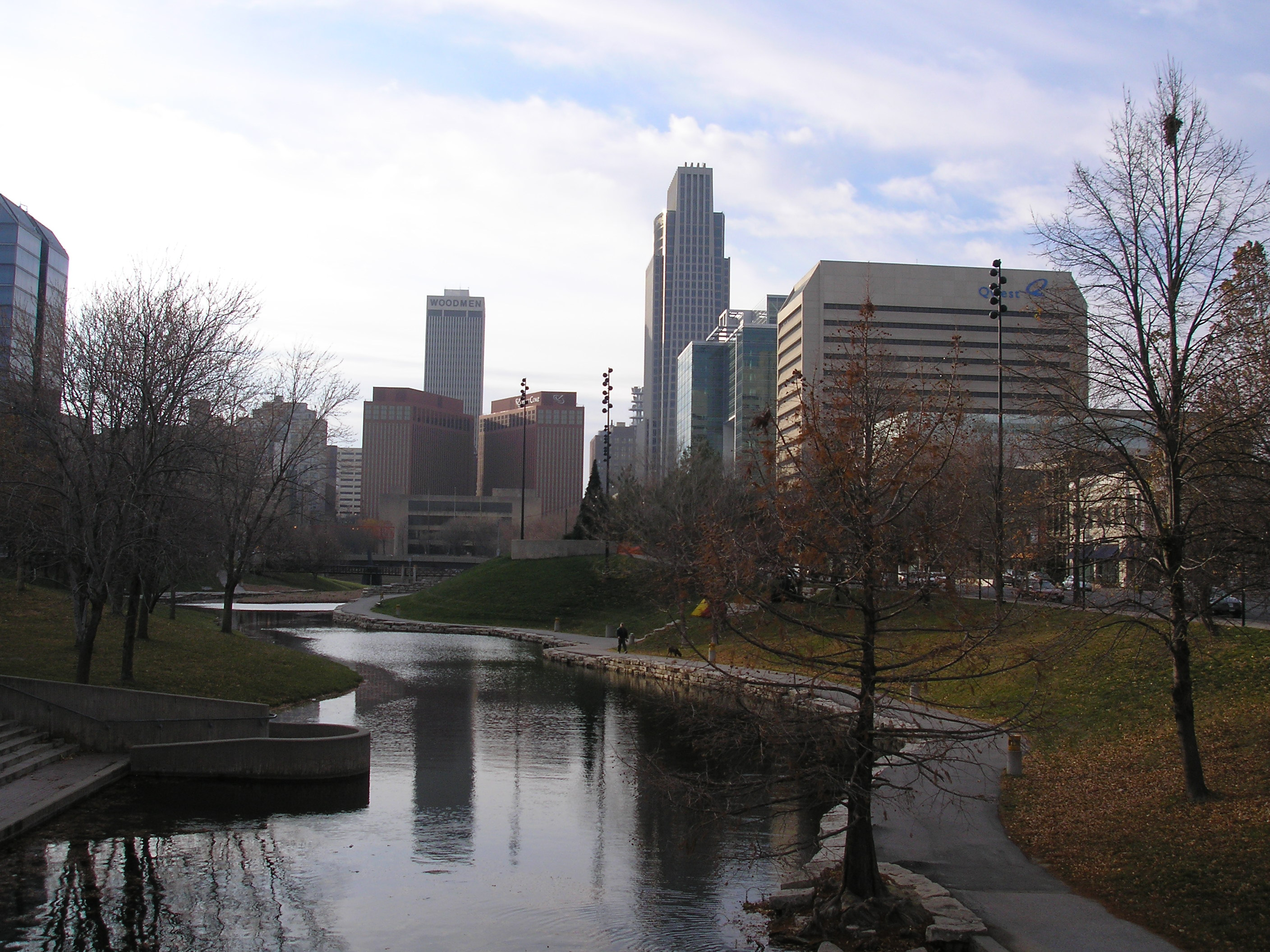
شهر اوماها در نبراسکا

- وبگاه رودخانه ملی نیوبرارا
- اتاق بازرگانی شهر اوماها

1. 1 2  "Elevations and Distances in the United States", U.S Geological Survey (به انگلیسی), 29 April 2005, archived from the original on 1 June 2008, retrieved 17 September 2007 Retrieved on November 6.
2. ↑  Dissected Till Plains
3. ↑  Koontz, John. "Etymology". Siouan Languages. Archived from the original on June 22, 2013. Retrieved November 28, 2006.
4. ↑  دانشنامه بریتانیکا: مدخل نبراسکا.
5. ↑  "QuickFacts Nebraska; UNITED STATES". 2019 Population Estimates. United States Census Bureau, Population Division. March 5, 2019. Archived from the original on March 6, 2019. Retrieved March 5, 2019.
6. ↑  “Nebraska: A Geographic Profile. ” uploaded by Geography King, 14 May 2020, www.youtube.com/watch?v=SKxMQsoU8Ng&t=303s&ab_channel=GeographyKing.
7. ↑  "2016 American Community Survey—Selected Social Characteristics". United States Census Bureau. Archived from the original on February 13, 2020. Retrieved November 21, 2018.
8. ↑  "Archived copy". PBS. Archived from the original on September 20, 2019. Retrieved September 20, 2019.{{cite web}}:  نگهداری یادکرد:عنوان آرشیو به جای عنوان (link)
9. ↑  "Archived copy". Archived from the original on September 20, 2019. Retrieved September 20, 2019.{{cite web}}:  نگهداری یادکرد:عنوان آرشیو به جای عنوان (link)
10. ↑  بر طبق آمار ۲۰۰۷ صندوق بین‌المللی پول که در جداول قیاس زیر ارائه گردیده‌اند:

Wikipedia contributors, "Comparison between U.S. states and countries nominal GDP," Wikipedia, The Free Encyclopedia, http://en.wikipedia.org/wiki/Comparison_between_U.S._states_and_countries_nominal_GDP (accessed September 5, 2008).